# Disphragis cariba
Disphragis cariba är en fjärilsart som beskrevs av William Schaus 1921. Disphragis cariba ingår i släktet Disphragis och familjen tandspinnare. Inga underarter finns listade i Catalogue of Life.